# FIA GT Nations Cup
FIA GT Nations Cup (česky Pohár národů vozů Grand Turismo) je nově vypsaná soutěž pořádaná SRO ve spolupráci s mezinárodní autombilovou federací FIA pro národní automobilové federace.

## Formát Poháru
Pohár je vypsaný pro vozy kategorie FIA GT3 a v každém voze se musí střídat dva piloti ve dvou trénincích, dvou kvalifikacích, dvou kvalifikačních závodech na 1 hodinu a finálním závodě na 1 hodinu, který rozhodne o celkovém vítězi poháru.
Oceněni budou první tři jezdci z finálního závodu, jejich týmy budou také oceněny jménem jejich národní federace. Soutěž je otevřena pro jezdce klasifikované v žebříčku FIA jako Stříbrní a Bronzový. Povolen je maximálně jeden Stříbrný pilot v každém týmu.
Každý rok bude pořádán na jiném okruhu. Zahájení je naplánováno na 30. listopadu 2018 na okruhu Bahrain International Circuit.

## Šampioni
| Sezona | Jezdci | Tým |
| 2018   |        |     |
| ------ | ------ | --- |